# ヒックマン郡 (ケンタッキー州)
ヒックマン郡（英: Hickman County）は、アメリカ合衆国ケンタッキー州の西部に位置する郡である。2010年国勢調査での人口は4,902人であり、2000年の5,262人から6.8%減少した。人口密度で州内最少の郡である。郡庁所在地はクリントン（人口1,388人）であり、同郡で人口最大の都市でもある。ヒックマン郡は1822年に設立され、郡名はフレンチタウンの戦いで戦死したケンタッキー州第1ライフル銃連隊の大尉パスカル・ヒックマンに因んで名付けられた。アルコール飲料の販売が制限あるいは禁止されている「ドライ郡」（禁酒郡）である。郡域の標高は276フィート (84 m) から510フィート (160 m) まで変化している。

## 歴史
ヒックマン郡は、ケンタッキー州120郡の中で71番目の郡として設立された。郡名はケンタッキー州第1ライフル銃連隊の大尉パスカル・ヒックマンに因んで名付けられた。ヒックマンはフランクリン郡の住人であり、1813年1月に起きたフレンチタウンの戦いで捕虜になり、レーズン川の虐殺でインディアンに殺された。ミシシッピ川沿いの郡北西部にあるコロンバスの町が最初の郡庁所在地だった。1823年に建設された丸太小屋が郡庁舎に使われた。1830年郡庁所在地は郡中央に近いクリントンの町に移された。南北戦争の初期、南軍がミズーリ州ベルモントの対岸（ケンタッキー州内）の戦略的に重要な崖上にド・ラッシー砦を建設した。1861年11月、北軍のユリシーズ・グラント将軍が彼自身初の戦闘としてベルモントを攻撃したが、コロンバスから来た南軍に敗れた。このベルモントの戦いの戦場跡は現在州立公園になっている。

## 地理
アメリカ合衆国国勢調査局に拠れば、郡域全面積は252.94平方マイル (655.1 km2)であり、このうち陸地244.44平方マイル (633.1 km2)、水域は8.49平方マイル (22.0 km2)で水域率は3.36%である。

### 隣接する郡
- カーライル郡 - 北
- グレイブス郡 - 東
- ウィークリー郡 (テネシー州) - 南東
- オビオン郡 (テネシー州) - 南
- フルトン郡 - 南
- ミシシッピ郡 (ミズーリ州) - 西、ミシシッピ川の対岸

## 人口動態
以下は2000年国勢調査による人口統計データである。
| 基礎データ - 人口: 5,262人 - 世帯数: 2,188 世帯 - 家族数: 1,542 家族 - 人口密度: 9人/km2（22人/mi2） - 住居数: 2,436軒 - 住居密度: 4軒/km2（10軒/mi2） 人種別人口構成 - 白人: 88.35% - アフリカン・アメリカン: 9.90% - ネイティブ・アメリカン: 0.29% - アジア人: 0.06% - その他の人種: 0.17% - 混血: 1.24% - ヒスパニック・ラテン系: 1.03% 年齢別人口構成 - 18歳未満: 22.1% - 18-24歳: 6.9% - 25-44歳: 26.7% - 45-64歳: 25.9% - 65歳以上: 18.5% - 年齢の中央値: 41歳 - 性比（女性100人あたり男性の人口） - 総人口: 91.3 - 18歳以上: 88.9 | 世帯と家族（対世帯数） - 18歳未満の子供がいる: 28.2% - 結婚・同居している夫婦: 56.5% - 未婚・離婚・死別女性が世帯主: 10.8% - 非家族世帯: 29.5% - 単身世帯: 27.6% - 65歳以上の老人1人暮らし: 13.0% - 平均構成人数 - 世帯: 2.34人 - 家族: 2.82人 収入と家計 - 収入の中央値 - 世帯: 31,615米ドル - 家族: 37,049米ドル - 性別 - 男性: 28,438米ドル - 女性: 18,506米ドル - 人口1人あたり収入: 17,279米ドル - 貧困線以下 - 対人口: 17.4% - 対家族数: 14.2% - 18歳未満: 27.7% - 65歳以上: 13.8% |

## 都市と町
- クリントン - 郡庁所在地
- コロンバス